# Johnny Acosta
Johnny Acosta Zamora (* 21. července 1983) je kostarický fotbalový obránce a reprezentant, který hraje za kostarický klub LD Alajuelense. Hraje na postu stopera (středního obránce). Účastník Mistrovství světa 2014 v Brazílii.

## Klubová kariéra
Acosta hrál za kostarické celky Santos de Guápiles a LD Alajuelense. Od ledna do června 2013 hostoval v mexickém klubu Dorados de Sinaloa.

## Reprezentační kariéra
V národním A týmu Kostariky debutoval v roce 2011.
Kolumbijský trenér Kostariky Jorge Luis Pinto jej vzal na Mistrovství světa 2014 v Brazílii. Kostarika se v těžké základní skupině D s favorizovanými celky Uruguaye (výhra 3:1), Itálie (výhra 1:0) a Anglie (remíza 0:0) kvalifikovala se sedmi body z prvního místa do osmifinále proti Řecku. Ve čtvrtfinále s Nizozemskem (0:0, 3:4 na penalty) byla Kostarika vyřazena.